# Beni Haoua
Beni Haoua (em árabe: بنى حواء) é uma cidade e comuna localizada na província de Chlef, Argélia. Segundo o censo de 2008, a população total da cidade era de 20 853 habitantes.